# 汉堡丽笙酒店
汉堡丽笙酒店（Radisson Blu Hotel Hamburg）是一家位于德国汉堡的四星级高级酒店。酒店高108米，是汉堡最高的酒店和第二高建筑物。它有32层楼，556间客房。酒店周围环绕着植物与花卉公园，毗邻汉堡会议中心。汉堡达姆门车站也位于附近。

## 历史

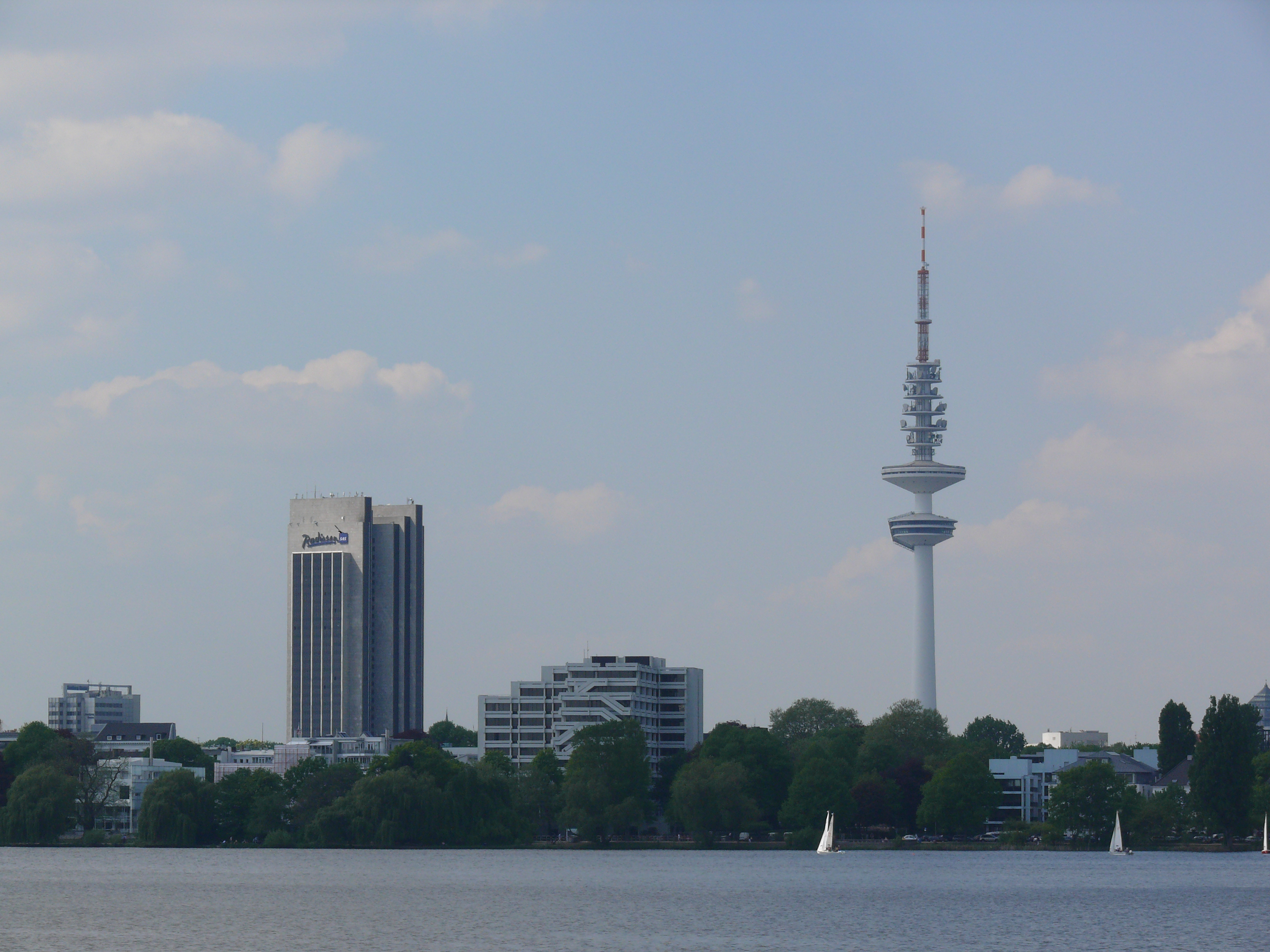
从外阿爾斯特湖对面看汉堡丽笙酒店和海因里希·赫兹塔

酒店大厦建于1970-1973年。